# Plattenspitze (Ortler-Alpen)
Die Plattenspitze ist ein 3422 m s.l.m. hoher Berg im Südtiroler Anteil der Ortler-Alpen, genauer in der Untergruppe der Laaser Berge. 

## Lage und Umgebung
Die Plattenspitze erhebt sich im Kamm, der das innere Suldental im Westen vom inneren Martelltal im Osten bzw. die kleinen Seitentäler Rosimtal und Pedertal trennt. Von den einst ausgedehnten Gletscherflächen um den Gipfel haben sich der nordseitige Rosimferner erhalten und im Südwesten der kleine Plattenferner. Benachbarte Gipfel sind im weiteren Kammverlauf im Norden – getrennt durch das Schildjoch – die Schildspitze (3461 m) und im Süden – getrennt durch das Pederjoch – die Innere Pederspitze (3309 m). Auf dem Gipfel der Plattenspitze, die zusammen mit dem Gebiet in weitem Umkreis Teil des Nationalparks Stilfserjoch ist, treffen die Gemeindegrenzen von Laas, Martell und Stilfs aufeinander. 

## Alpinismus
Die erste bekannte Besteigung der Plattenspitze fand am 20. Juli 1867 statt, als Heinrich Waitzenbauer aus München geführt von Johann Pinggera den Gipfel erreichte. Seit einer Beschreibung in einem 1988 erschienenen Wanderführer des Tappeiner Verlages hat sich auf die Plattenspitze ein inzwischen gut ausgetretener Geröllpfad gebildet, der gut markiert ist. In schneearmen Sommern, fast immer im Herbst ist die Plattenspitze weitgehend oder völlig schneefrei zu besteigen und dürfte insofern einer der höchsten und leichtesten Hochgipfel der gesamten Alpen sein. Im Winter ist der Gipfel ein beliebtes Ziel von Skitourengehern.